# Forsvik
Forsvik é uma localidade da Suécia, situada na província histórica da Västergötland.
Pertence à comuna de Karlsborg, no condado de Västra Götaland.
Tem uma população de 344 habitantes (2018) e uma área de 8,3 km².
Está localizada a 7 km a noroeste da cidade de Karlsborg, nas margens do Canal de Göta.

## Património turístico
- Forsviks bruk (Manufatura de Forsvik) [3]

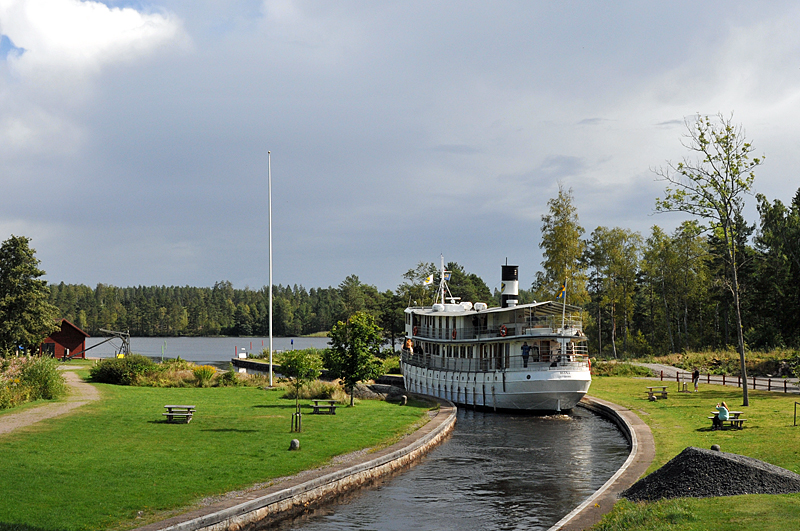
O navio M/S Diana atravessando o Canal de Göta em Forsvik
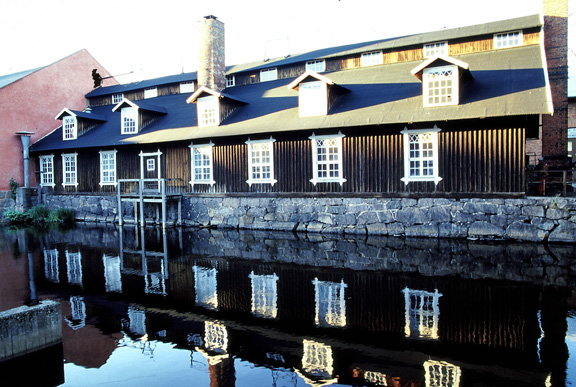
A antiga forja de Forsvik